# Albert F. Hammel
Albert Hammel, Albertus Friedericus Leopoldus Hammel, (* 14. Juli 1835 in Kopenhagen; † 3. September 1903 ebenda) war ein dänischer Automobil-Pionier. Das Kopenhagener Gewerberegister bezeichnete ihn als Installateur und ab etwa 1880 als Motorenhersteller.

## Leben und Wirken

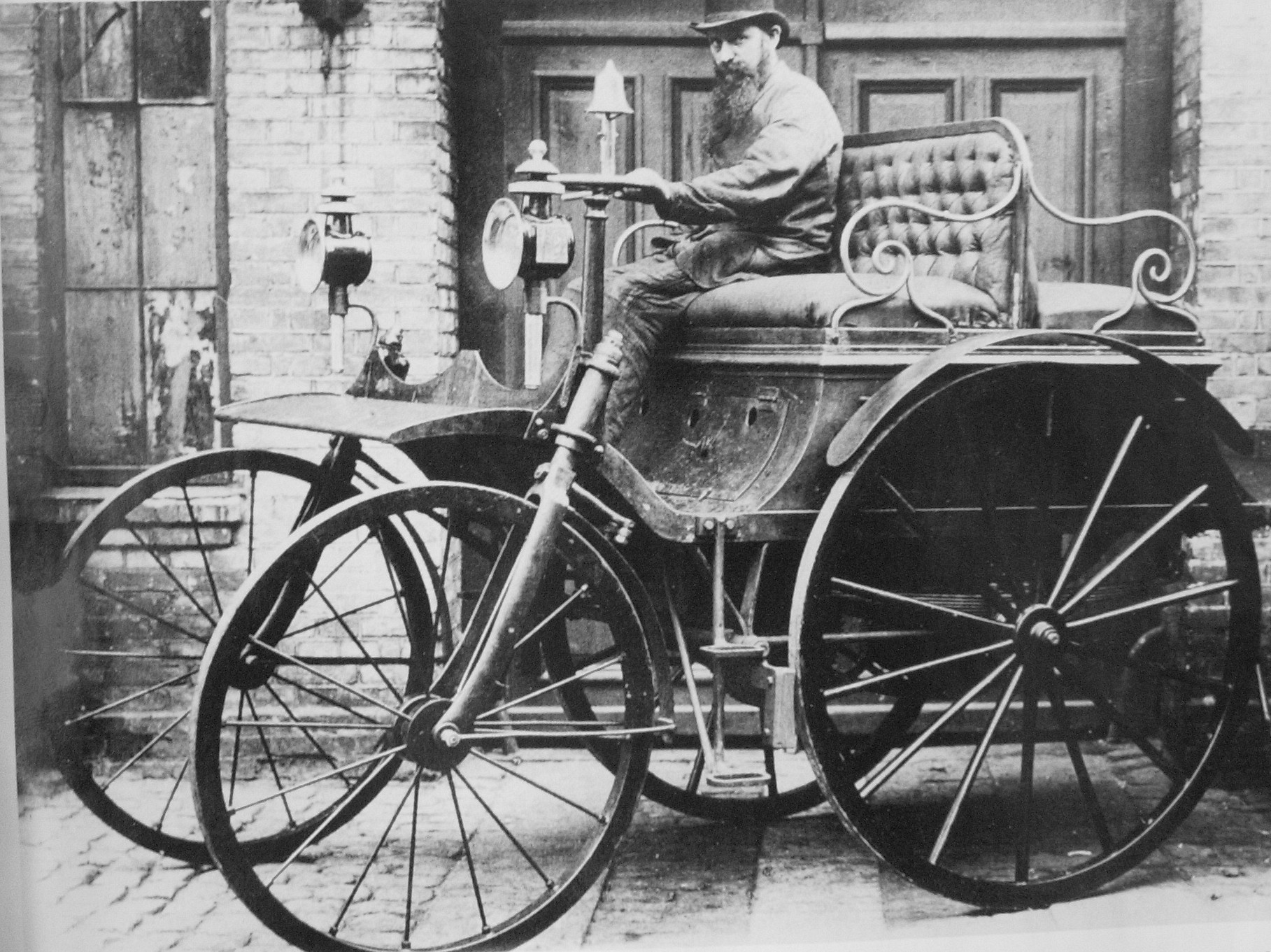
Hammel-Wagen von 1888

Hammel erbaute vermutlich um 1888 einen Benzin-Motorwagen, der noch heute erhalten ist und im Danmarks Tekniske Museum in Helsingør ausgestellt ist.
Für lange Zeit galt für den Hammel-Wagen als Baujahr 1886. Jacques Ickx sen. gibt in „Ainsi naquit l’automobile“ (1961) das Jahr 1897 an. Da letzte Forschungen (J. Ditlef Scheel  in „Automobile Quarterly“, 1987) das Jahr 1888 als sehr wahrscheinlich erscheinen lassen, wird dieses Baujahr nun allgemein anerkannt.
Hammels Automobil erreichte durch seine Teilnahme am London-Brighton-Run von 1954 erstmals größere Aufmerksamkeit. Besondere Merkmale sind eine Umkehrlenkung, d. h. man dreht nach rechts, wenn man nach links will, und ein Schaltgetriebe mit Vor- und Rückwärtsgang. Der Wagen repräsentiert etwa den Entwicklungsstand der späteren 1880er Jahre in Deutschland, wie von Carl Benz, Gottlieb Daimler und Wilhelm Maybach vorgegeben.
Zu dem gleichaltrigen, etwas bekannteren Wagen des Siegfried Marcus im Technischen Museum Wien bestehen mehrere Parallelen. Beide Fahrzeuge sind Prototypen, die nie in Produktion gingen und  ohne weiteren Einfluss auf die spätere Entwicklung des Automobils blieben. Bei beiden Fahrzeugen ist das Herstellungsjahr nur ungefähr bekannt. (Zum Marcus-Wagen gibt es wenigstens primäre Geschichtsquellen, die den Motor mit 1888 und das Fahrgestell mit 1889 oder später datieren lassen.)
Der Hammel- und der zweite Marcus-Wagen sind die beiden ältesten, im Originalzustand erhaltenen Automobile der Welt.

## Fahrzeugdaten
- Viertakt-Zweizylindermotor,
- Hubraum 2720 cm³
- Oberflächenvergaser,
- Glührohrzündung,
- 3,5 PS bei 500 trs./Min.